# Алексеев, Сергей Николаевич (хоккеист)
Сергей Николаевич Алексеев (род. 14 сентября 1958) — советский и украинский хоккеист, защитник.

## Биография
Воспитанник жуковского «Вымпела», на молодёжжном уровне играл за ЦСКА. Выступал за команды СКА МВО (1977/78 — 1978/79), «Сокол» Киев (1978/79 — 1979/80), «Динамо» Минск (1980/81), «Динамо» Харьков (1981/82 — 1989/90), «Уния» Освенцим (Польша, 1990/91 — 1994/95), «Днепр» Херсон (2003/04), «Моржи» Запорожье (2008/09).
Чемпион Европы среди юниоров 1975.